# Corfitz Beck-Friis (1881–1940)
Corfitz Hans Beck-Friis, född den 30 juli 1881 i i Jäders församling, Södermanlands län, död den 1 maj 1940 i Börringe församling, Malmöhus län, var en svensk greve och godsägare. Han var son till Corfitz Beck-Friis, måg till Sixten Lewenhaupt samt far till Corfitz och Sigvard  Beck-Friis.

## Biografi
Beck-Friis blev underlöjtnant vid Skånska dragonregementet 1903, löjtnant där 1905 och i regementets reserv 1911 samt ryttmästare i reserven 1915. Han blev tjänstgörande hovjägmästare 1923. Beck-Friis var ordförande i kommunalstämma och kommunalfullmäktige. Han var styrelseledamot i Börringe–Östratorps järnväg och i Skånska hypoteksföreningen. Beck-Friis var innehavare av fideikommissegendomen (grevskapet) Börringekloster från 1911. Han var friherre till dess att han blev greve vid sin fars död 1911. Beck-Friis blev riddare av Vasaorden 1925.